# Verksamhetsvolym
Verksamhetsvolym är inom budgetering och kalkylering en volym som kan mätas i exempelvis produktion av enheter i en verksamhet. Värdet används bland annat för att göra en nollpunktsanalys.